# Region West (Little League Baseball World Series seit 2001)
Die Region West ist eine der zehn Regionen der Vereinigten Staaten, welche Teilnehmer an die Little League Baseball World Series, das größte Baseball-Turnier für Jugendliche, entsendet. Die Region West nimmt schon seit 1957 an diesem Turnier teil (Siehe Region West 1957–2000). Als 2001 das Teilnehmerfeld verdoppelt wurde, wurde die Region Nordwest von der Region West abgelöst.

## Teilnehmende Staaten

Teilnehmer der Region West

In dieser Region sind vier Mannschaften aus drei Staaten organisiert:
- Arizona
- Hawaii
- Nordkalifornien
- Südkalifornien

Von 2002 bis 2006 war Wyoming ebenfalls in der West-Region, zu dieser Zeit war Hawaii in der Region Nordwest. 2001 war New Mexico ebenfalls im Westen eingeteilt, wechselte dann aber in die Region Südwest.
Nach der Little League World Series 2021 sollten Utah und Nevada  in die neue Region Mountain (deutsch Bergregion) umziehen. Die Region Mountain ist eine der beiden neuen US-Regionen, die im Rahmen einer geplanten Erweiterung der LLWS von 16 auf 20 Teams geschaffen werden sollte. Diese Erweiterung wurde eigentlich für das Jahr 2021 geplant, wurde aber durch die COVID-19-Pandemie auf das Folgejahr 2022 verschoben.

## Regionale Meisterschaften
In der Liste sind auch die ehemaligen Teilnehmer aufgeführt. Die jeweiligen Gewinnermannschaften der regionalen Meisterschaften sind in grün markiert.
| Jahr | Arizona                             | Hawaii                           | Nevada                            | New Mexico                      | Nordkalifornien                         | Südkalifornien                                      | Utah                              | Wyoming                          |
| ---- | ----------------------------------- | -------------------------------- | --------------------------------- | ------------------------------- | --------------------------------------- | --------------------------------------------------- | --------------------------------- | -------------------------------- |
| 2001 | San Xavier LL Tucson                | Ewa LL Ewa Beach                 | Green Valley LL Las Vegas         | Eastdale LL Albuquerque         | Los Gatos LL Los Gatos                  | Oceanside American LL Oceanside                     | Taylorsville LL Taylorsville      | nahm ab 2002 teil                |
| 2002 | Arrowhead LL Glendale               | Wechselte in die Region Nordwest | Peccole LL Las Vegas              | Wechselte in die Region Südwest | Aptos LL Aptos                          | West Anaheim LL Anaheim                             | Taylorsville LL Taylorsville      | Laramie LL Laramie               |
| 2003 | Chandler National LL Chandler       |                                  | Green Valley LL Henderson         |                                 | Lakeside LL Granite Bay                 | Vineyard LL Rancho Cucamonga                        | Kein Teilnehmer                   | Laramie LL Laramie               |
| 2004 | Deer Valley LL Glendale             |                                  | Green Valley LL Henderson         |                                 | Visalia National LL Visalia             | Conejo Valley East LL Thousand Oaks                 | Taylorsville LL Salt Lake City    | Gillette LL Gillette             |
| 2005 | Chandler National LL Chandler       |                                  | Peccole LL Las Vegas              |                                 | San Francisco American LL San Francisco | Rancho Buena Vista LL Vista                         | Snow Canyon LL Santa Clara        | Gillette LL Gillette             |
| 2006 | Ahwatukee American LL Phoenix       | Waipio LL Waipahu                | Lone Mountain LL Las Vegas        |                                 | River Park LL Fresno                    | Northridge City LL Northridge                       | Snow Canyon LL Santa Clara        | Wechselte in die Region Nordwest |
| 2007 | Chandler National LL Chandler       | Waipio LL Waipahu                | Green Valley LL Las Vegas         |                                 | Moreland LL San Jose                    | Solana Beach LL Solana Beach                        | Snow Canyon LL Santa Clara        |                                  |
| 2008 | Arrowhead LL Glendale               | Waipio LL Waipahu                | Paseo Verde LL Henderson          |                                 | Pleasanton American LL Pleasanton       | Aliso Viejo LL Aliso Viejo                          | Cedar City LL Cedar City          |                                  |
| 2009 | Arrowhead LL Glendale               | Central East Maui LL Wailuku     | Legacy LL Las Vegas               |                                 | Loomis-Eureka LL Granite Bay            | Park View LL Chula Vista                            | Cedar City American LL Cedar City |                                  |
| 2010 | North Scottsdale LL Scottsdale      | Waipio LL Waipahu                | Mountain Ridge LL Las Vegas       |                                 | Napa National LL Napa                   | Ocean View LL Huntington Beach                      | Washington LL Washington          |                                  |
| 2011 | Rio Rico LL Rio Rico                | Central East Maui LL Wailuku     | Silverado LL Las Vegas            |                                 | Red Bluff LL Red Bluff                  | Ocean View LL Huntington Beach                      | Washington LL Washington          |                                  |
| 2012 | Rincon LL Tucson                    | Nānākuli-Maili LL Nānākuli       | Cheyenne LL North Las Vegas       |                                 | Petaluma National LL Petaluma           | Orange LL Orange                                    | Cedar National LL Cedar City      |                                  |
| 2013 | Chandler National South LL Chandler | Central East Maui LL Wailuku     | Mountain Ridge LL North Las Vegas |                                 | Belmont-Redwood Shores LL Belmont       | Eastlake LL Chula Vista                             | Dixie LL St. George               |                                  |
| 2014 | Chandler National LL Chandler       | Honolulu LL Honolulu             | Mountain Ridge LL North Las Vegas |                                 | Pacifica American LL Pacifica           | Encinitas LL Encinitas                              | Dixie LL St. George               |                                  |
| 2015 | Chandler National North LL Chandler | Waipio LL Waipahu                | Paseo Verde LL Henderson          |                                 | Cambrian Park LL San José               | Sweetwater LL Bonita                                | Snow Canyon LL Santa Clara        |                                  |
| 2016 | Cactus Foothills South LL Phoenix   | Central East Maui LL Wailuku     | Mountain Ridge LL Las Vegas       |                                 | Vacaville Central LL Vacaville          | Park View LL Chula Vista                            | Snow Canyon LL Santa Clara        |                                  |
| 2017 | Chandler National North LL Chandler | Hilo LL Hilo                     | Summerlin South LL Las Vegas      |                                 | Canyon Creek LL San Ramon               | Sanata Margarita National LL Rancho Santa Margarita | Dixie LL St. George               |                                  |
| 2018 | Sunnyside LL Tucson                 | Honolulu LL Honolulu             | Silverado West LL Las Vegas       |                                 | Tri-City LL Rocklin                     | Park View LL Chula Vista                            | Dixie LL St. George               |                                  |

## Resultate an den Little League Baseball World Series

### Nach Jahr
| Jahr | Mannschaft                  | Stadt                  | Klassierung   | W-L |
| ---- | --------------------------- | ---------------------- | ------------- | --- |
| 2001 | Oceanside American LL       | Oceanside              | 2. Platz USA  | 3–1 |
| 2002 | Aptos LL                    | Aptos                  | Gruppenphase  | 1–2 |
| 2003 | National LL                 | Chandler               | US Halbfinale | 3–1 |
| 2004 | Conejo Valley LL            | Thousand Oaks          | 2. Platz      | 5–1 |
| 2005 | Rancho Buena Vista LL       | Vista                  | 3. Platz      | 5–1 |
| 2006 | Ahwatukee American LL       | Phoenix                | Gruppenphase  | 2–1 |
| 2007 | National LL                 | Chandler               | US Halbfinale | 2–2 |
| 2008 | Waipio LL                   | Waipahu                | Weltmeister   | 6–0 |
| 2009 | Park View LL                | Chula Vista            | Weltmeister   | 5–1 |
| 2010 | Waipio LL                   | Waipahu                | 2. Platz      | 4–2 |
| 2011 | Ocean View LL               | Huntington Beach       | Weltmeister   | 5–1 |
| 2012 | Petaluma National LL        | Petaluma               | 3. Platz      | 4–2 |
| 2013 | Eastlake LL                 | Chula Vista            | 2. Platz      | 4–1 |
| 2014 | Mountain Ridge LL           | Las Vegas              | 4. Platz      | 3–2 |
| 2015 | Bonita LL                   | Bonita                 | US Halbfinale | 3–2 |
| 2016 | Park View LL                | Chula Vista            | Runde 2       | 1–2 |
| 2017 | Santa Margarita National LL | Rancho Santa Margarita | Runde 2       | 1–2 |
| 2018 | Honolulu LL                 | Hawaii                 | Weltmeister   | 5–0 |

 Stand nach den Little League World Series 2018

### Nach Staat
| Staat       | West Meisterschaften | W-L an den LLWS | %    |
| ----------- | -------------------- | --------------- | ---- |
| Kalifornien | 11                   | 38-15           | .717 |
| Hawaii      | 3                    | 15–2            | .882 |
| Arizona     | 3                    | 7–4             | .636 |
| Nevada      | 1                    | 3–2             | .600 |
| Utah        | 0                    | 0–0             | –    |
| New Mexico  | 0                    | 0–0             | –    |
| Wyoming     | 0                    | 0–0             | –    |
| Gesamt      | 16                   | 63-24           | .724 |

 Stand nach den Little League World Series 2018 / kursiv = ehemalige Teilnehmer